# Campeonato Mundial Júnior de Patinação Artística no Gelo de 2004
O Campeonato Mundial Júnior de Patinação Artística no Gelo de 2004 foi a vigésima nona edição do Campeonato Mundial Júnior de Patinação Artística no Gelo, um evento anual de patinação artística no gelo organizado pela União Internacional de Patinação (em inglês:  International Skating Union) onde os patinadores artísticos competem pelo título de campeão mundial júnior. A competição foi disputada entre os dias 29 de fevereiro e 7 de março, na cidade de Haia, Países Baixos.

## Eventos
- Individual masculino
- Individual feminino
- Duplas
- Dança no gelo

## Medalhistas
| Evento                        | Ouro                                            | Prata                                 | Bronze                                           |
| Individual masculino detalhes | Andrei Griazev · Rússia                         | Evan Lysacek · Estados Unidos         | Jordan Brauninger · Estados Unidos               |
| Individual feminino detalhes  | Miki Ando · Japão                               | Kimmie Meissner · Estados Unidos      | Katy Taylor · Estados Unidos                     |
| Duplas detalhes               | Natalia Shestakova · Pavel Lebedev · Rússia     | Jessica Dubé · Bryce Davison · Canadá | Maria Mukhortova · Maxim Trankov · Rússia        |
| Dança no gelo detalhes        | Elena Romanovskaya · Alexander Grachev · Rússia | Nóra Hoffmann · Attila Elek · Hungria | Morgan Matthews · Maxim Zavozin · Estados Unidos |

## Resultados

### Individual masculino
| Pos.                                                  | Nome                 | Nacionalidade    | Pontos | QA | QB | PC | PL |
| ----------------------------------------------------- | -------------------- | ---------------- | ------ | -- | -- | -- | -- |
| Medalha de ouro                                       | Andrei Griazev       | Rússia           | 2.4    | 2  |    | 1  | 1  |
| Medalha de prata                                      | Evan Lysacek         | Estados Unidos   | 3.6    | 1  |    | 2  | 2  |
| Medalha de bronze                                     | Jordan Brauninger    | Estados Unidos   | 6.8    | 5  |    | 3  | 3  |
| 4                                                     | Alban Préaubert      | França           | 8.4    |    | 1  | 5  | 5  |
| 5                                                     | Christopher Mabee    | Canadá           | 8.8    | 6  |    | 4  | 4  |
| 6                                                     | Kazumi Kishimoto     | Japão            | 12.0   | 3  |    | 8  | 6  |
| 7                                                     | Dennis Phan          | Estados Unidos   | 13.8   |    | 3  | 6  | 9  |
| 8                                                     | Sergei Dobrin        | Rússia           | 14.0   |    | 4  | 9  | 7  |
| 9                                                     | Yannick Ponsero      | França           | 17.8   |    | 9  | 7  | 10 |
| 10                                                    | Shawn Sawyer         | Canadá           | 19.2   | 7  |    | 14 | 8  |
| 11                                                    | Nobunari Oda         | Japão            | 20.2   | 8  |    | 10 | 11 |
| 12                                                    | Damien Djordjevic    | França           | 20.2   |    | 4  | 11 | 12 |
| 13                                                    | Denis Leushin        | Rússia           | 22.6   |    | 2  | 13 | 14 |
| 14                                                    | Tomáš Verner         | República Tcheca | 23.8   | 4  |    | 12 | 15 |
| 15                                                    | Martin Liebers       | Alemanha         | 25.6   | 9  |    | 15 | 13 |
| 16                                                    | Przemysław Domański  | Polônia          | 30.0   |    | 8  | 18 | 16 |
| 17                                                    | Sergei Kotov         | Israel           | 31.6   | 11 |    | 17 | 17 |
| 18                                                    | Anton Kovalevski     | Ucrânia          | 33.4   |    | 10 | 19 | 18 |
| 19                                                    | Yang Zhixue          | China            | 33.8   |    | 7  | 20 | 19 |
| 20                                                    | Jamal Othman         | Suíça            | 36.0   |    | 6  | 21 | 21 |
| 21                                                    | Matthew Wilkinson    | Reino Unido      | 38.2   | 12 |    | 24 | 19 |
| 22                                                    | Vitali Sazonets      | Ucrânia          | 39.6   |    | 15 | 16 | 24 |
| 23                                                    | Adrian Schultheiss   | Suécia           | 40.6   |    | 12 | 23 | 22 |
| 24                                                    | Marco Fabbri         | Itália           | 40.6   |    | 11 | 22 | 23 |
| 25                                                    | Ruben Reus           | Países Baixos    | 50.8   |    | 18 | 31 | 25 |
| Não avançaram para a patinação livre / programa longo |                      |                  |        |    |    |    |    |
| 26                                                    | Wu Jialiang          | China            | —      | 10 |    | 26 |    |
| 27                                                    | Lee Dong-Whun        | Coreia do Sul    | —      | 15 |    | 25 |    |
| 28                                                    | Ivan Kinčík          | Eslováquia       | —      | 13 |    | 27 |    |
| 29                                                    | Sergei Shiliaev      | Bielorrússia     | —      | 14 |    | 28 |    |
| 30                                                    | Valtter Virtanen     | Finlândia        | —      |    | 13 | 29 |    |
| 31                                                    | Adrian Matei         | Romênia          | —      |    | 14 | 30 |    |
| Não avançaram para o programa curto                   |                      |                  |        |    |    |    |    |
| 32                                                    | Michael Chrolenko    | Noruega          | —      | 16 |    |    |    |
| 32                                                    | Christian Rauchbauer | Áustria          | —      |    | 16 |    |    |
| 34                                                    | Tomas Katukevicius   | Lituânia         | —      |    | 17 |    |    |
| 34                                                    | Damjan Ostojič       | Eslovênia        | —      | 17 |    |    |    |
| 36                                                    | Juan Legaz           | Espanha          | —      | 18 |    |    |    |
| 37                                                    | Konrad Giering       | África do Sul    | —      |    | 19 |    |    |
| 37                                                    | Wim Hermans          | Bélgica          | —      | 19 |    |    |    |
| 39                                                    | Sean Carlow          | Austrália        | —      | 20 |    |    |    |
| 39                                                    | Marc Casal           | Andorra          | —      |    | 20 |    |    |
| 41                                                    | Ivan Dimitrov        | Bulgária         | —      |    | 21 |    |    |
| 41                                                    | Miguel Angel Moyron  | México           | —      | 21 |    |    |    |
| 43                                                    | Edward Ka-Yin Chow   | Hong Kong        | —      |    | 22 |    |    |
| 43                                                    | Alper Uçar           | Turquia          | —      | 22 |    |    |    |

### Individual feminino
| Pos.                                                  | Nome                    | Nacionalidade    | Pontos | QA | QB | PC | PL |
| ----------------------------------------------------- | ----------------------- | ---------------- | ------ | -- | -- | -- | -- |
| Medalha de ouro                                       | Miki Ando               | Japão            | 2.0    |    | 1  | 1  | 1  |
| Medalha de prata                                      | Kimmie Meissner         | Estados Unidos   | 4.6    |    | 2  | 3  | 2  |
| Medalha de bronze                                     | Katy Taylor             | Estados Unidos   | 5.0    | 2  |    | 2  | 3  |
| 4                                                     | Mai Asada               | Japão            | 8.0    | 1  |    | 6  | 4  |
| 5                                                     | Aki Sawada              | Japão            | 8.6    |    | 3  | 4  | 5  |
| 6                                                     | Viktória Pavuk          | Hungria          | 10.2   | 3  |    | 5  | 6  |
| 7                                                     | Lina Johansson          | Suécia           | 14.4   | 5  |    | 9  | 7  |
| 8                                                     | Angelina Turenko        | Rússia           | 14.4   |    | 4  | 8  | 8  |
| 9                                                     | Xu Binshu               | China            | 16.0   |    | 7  | 7  | 9  |
| 10                                                    | Cynthia Phaneuf         | Canadá           | 18.0   |    | 5  | 10 | 10 |
| 11                                                    | Danielle Kahle          | Estados Unidos   | 22.0   | 4  |    | 14 | 12 |
| 12                                                    | Elene Gedevanishvili    | Geórgia          | 24.0   | 6  |    | 11 | 15 |
| 13                                                    | Jenna McCorkell         | Reino Unido      | 24.2   |    | 6  | 13 | 14 |
| 14                                                    | Valentina Marchei       | Itália           | 24.6   | 7  |    | 18 | 11 |
| 15                                                    | Alima Gershkovich       | Rússia           | 26.4   | 8  |    | 17 | 13 |
| 16                                                    | Kiira Korpi             | Finlândia        | 27.4   |    | 8  | 12 | 17 |
| 17                                                    | Denise Zimmermann       | Alemanha         | 29.2   |    | 9  | 16 | 16 |
| 18                                                    | Fleur Maxwell           | Luxemburgo       | 32.0   | 10 |    | 15 | 19 |
| 19                                                    | Giorgia Carrossa        | Itália           | 35.6   | 9  |    | 20 | 20 |
| 20                                                    | Gwendoline Didier       | França           | 37.6   |    | 13 | 24 | 18 |
| 21                                                    | Laura Fernandez         | Espanha          | 37.6   |    | 10 | 21 | 21 |
| 22                                                    | Viktoria Helgesson      | Suécia           | 37.8   | 11 |    | 19 | 22 |
| 23                                                    | Teodora Poštič          | Eslovênia        | 41.0   |    | 12 | 22 | 23 |
| 24                                                    | Evgenia Melnik          | Bielorrússia     | 42.2   |    | 11 | 23 | 24 |
| 25                                                    | Kyra Vancrayelynghe     | Países Baixos    | 53.2   | 24 |    | 31 | 25 |
| Não avançaram para a patinação livre / programa longo |                         |                  |        |    |    |    |    |
| 26                                                    | Ekaterina Proyda        | Ucrânia          | —      |    | 14 | 25 |    |
| 27                                                    | Ekaterina Proyda        | Estônia          | —      | 13 |    | 26 |    |
| 28                                                    | Jelena Glebova          | Áustria          | —      | 12 |    | 27 |    |
| 29                                                    | Andrea Kreuzer          | Bulgária         | —      | 14 |    | 28 |    |
| 30                                                    | Sonia Radeva            | Coreia do Sul    | —      | 15 |    | 29 |    |
| 31                                                    | Shin Yea-Ji             | Austrália        | —      |    | 15 | 30 |    |
| Não avançaram para o programa curto                   |                         |                  |        |    |    |    |    |
| 32                                                    | Emilia Ahsan            | China            | —      | 16 |    |    |    |
| 32                                                    | Ina Seterbakken         | Noruega          | —      |    | 16 |    |    |
| 34                                                    | Hou Na                  | Eslováquia       | —      | 17 |    |    |    |
| 34                                                    | Ina Seterbakken         | Bélgica          | —      |    | 17 |    |    |
| 36                                                    | Jacqueline Belenyesiová | Andorra          | —      | 18 |    |    |    |
| 36                                                    | Kirsten Verbist         | Israel           | —      |    | 18 |    |    |
| 38                                                    | Melissandre Fuentes     | Suíça            | —      |    | 19 |    |    |
| 38                                                    | Keren Shua Haim         | Hong Kong        | —      | 19 |    |    |    |
| 40                                                    | Cindy Carquillat        | Croácia          | —      | 20 |    |    |    |
| 40                                                    | Tamami Ono              | México           | —      |    | 20 |    |    |
| 42                                                    | Željka Krizmanić        | Letônia          | —      | 21 |    |    |    |
| 42                                                    | Emily Naphtal           | Romênia          | —      |    | 21 |    |    |
| 44                                                    | Maria Balaba            | África do Sul    | —      | 22 |    |    |    |
| 44                                                    | Simona Punga            | Taipé Chinesa    | —      |    | 22 |    |    |
| 46                                                    | Megan Allely            | Turquia          | —      | 23 |    |    |    |
| 46                                                    | Tiffany Chung           | Lituânia         | —      |    | 23 |    |    |
| WD                                                    | Buse Coskun             | República Tcheca | —      | WD |    |    |    |

### Duplas
| Pos.              | Nome                                 | Nacionalidade  | Pontos | PC | PL |
| ----------------- | ------------------------------------ | -------------- | ------ | -- | -- |
| Medalha de ouro   | Natalia Shestakova / Pavel Lebedev   | Rússia         | 1.5    | 1  | 1  |
| Medalha de prata  | Jessica Dubé / Bryce Davison         | Canadá         | 3.0    | 2  | 2  |
| Medalha de bronze | Maria Mukhortova / Maxim Trankov     | Rússia         | 4.5    | 3  | 3  |
| 4                 | Tatiana Kokareva / Egor Golovkin     | Rússia         | 6.0    | 4  | 4  |
| 5                 | Tatiana Volosozhar / Petr Kharchenko | Ucrânia        | 7.5    | 5  | 5  |
| 6                 | Brittany Vise / Nicholas Kole        | Estados Unidos | 9.0    | 6  | 6  |
| 7                 | Julia Beloglazova / Andrei Bekh      | Ucrânia        | 11.0   | 8  | 7  |
| 8                 | Andrea Varraux / David Pelletier     | Estados Unidos | 11.5   | 7  | 8  |
| 9                 | Brooke Castile / Benjamin Okolski    | Estados Unidos | 13.5   | 9  | 9  |
| 10                | Terra Findlay / John Mattatal        | Canadá         | 15.5   | 11 | 10 |
| 11                | Rebecca Handke / Daniel Wende        | Alemanha       | 17.0   | 12 | 11 |
| 12                | Cyriane Felden / Maxime Coia         | França         | 17.0   | 10 | 12 |
| 13                | Julia Shapiro / Vadim Akolzin        | Israel         | 19.5   | 13 | 13 |
| 14                | Rebecca Collett / Hamish Gaman       | Reino Unido    | 21.0   | 14 | 14 |

### Dança no gelo
| Pos.                             | Nome                                   | Nacionalidade    | Pontos | DC1B | DC1B | DC1A | DC1A | DO | DL |
| -------------------------------- | -------------------------------------- | ---------------- | ------ | ---- | ---- | ---- | ---- | -- | -- |
| Medalha de ouro                  | Elena Romanovskaya / Alexander Grachev | Rússia           | 2.0    | 1    | 1    |      |      | 1  | 1  |
| Medalha de prata                 | Nóra Hoffmann / Attila Elek            | Hungria          | 3.6    |      |      | 1    | 1    | 2  | 2  |
| Medalha de bronze                | Morgan Matthews / Maxim Zavozin        | Estados Unidos   | 5.8    |      |      | 3    | 2    | 3  | 3  |
| 4                                | Natalia Mikhailova / Arkadi Sergeev    | Rússia           | 7.4    |      |      | 2    | 3    | 4  | 4  |
| 5                                | Anna Cappellini / Matteo Zanni         | Itália           | 9.0    | 3    | 2    |      |      | 5  | 5  |
| 6                                | Ekaterina Rubleva / Ivan Shefer        | Rússia           | 11.6   |      |      | 5    | 5    | 6  | 6  |
| 7                                | Anna Zadorozhniuk / Sergei Verbilo     | Ucrânia          | 12.8   |      |      | 4    | 4    | 7  | 7  |
| 8                                | Lauren Senft / Leif Gislason           | Canadá           | 15.4   | 5    | 5    |      |      | 9  | 8  |
| 9                                | Alexandra Zaretski / Roman Zaretski    | Israel           | 15.8   | 2    | 3    |      |      | 8  | 10 |
| 10                               | Petra Pachlova / Petr Knoth            | República Tcheca | 18.6   | 4    | 4    |      |      | 10 | 11 |
| 11                               | Tessa Virtue / Scott Moir              | Canadá           | 19.0   |      |      | 7    | 7    | 12 | 9  |
| 12                               | Alla Beknazarova / Vladimir Zuev       | Ucrânia          | 22.0   |      |      | 6    | 6    | 11 | 13 |
| 13                               | Meryl Davis / Charlie White            | Estados Unidos   | 22.2   | 6    | 6    |      |      | 13 | 12 |
| 14                               | Judith Haunstetter / Arne Hoenlein     | Alemanha         | 26.6   |      |      | 8    | 8    | 14 | 15 |
| 15                               | Pernelle Carron / Edouard Dezutter     | França           | 26.8   |      |      | 10   | 9    | 15 | 14 |
| 16                               | Zsuzsanna Nagy / György Elek           | Hungria          | 28.4   | 7    | 7    |      |      | 16 | 16 |
| 17                               | Sandra Gissmann / Alexander Gazsi      | Alemanha         | 31.0   |      |      | 9    | 10   | 17 | 17 |
| 18                               | Grete Grunberg / Kristian Rand         | Estônia          | 32.6   | 8    | 8    |      |      | 19 | 18 |
| 19                               | Huang Xintong / Zheng Xun              | China            | 33.4   | 9    | 9    |      |      | 18 | 19 |
| 20                               | Daniela Keller / Fabian Keller         | Suíça            | 36.4   |      |      | 11   | 11   | 20 | 20 |
| 21                               | Marina Sheltsina / Otar Japaridze      | Geórgia          | 38.8   | 12   | 11   |      |      | 22 | 21 |
| 22                               | Michelle Royds / Jamie Whyte           | Reino Unido      | 40.6   | 10   | 10   |      |      | 21 | 24 |
| 23                               | Joanna Budner / Jan Mościcki           | Polônia          | 41.0   |      |      | 13   | 13   | 23 | 22 |
| 24                               | Andrea Major / Dejan Illes             | Croácia          | 42.2   |      |      | 12   | 12   | 24 | 23 |
| Não avançaram para a dança livre |                                        |                  |        |      |      |      |      |    |    |
| 25                               | Kim Hye Min / Kim Min Woo              | Coreia do Sul    |        | 11   | 12   |      |      | 25 |    |
| 26                               | Anna Galcheniuk / Oleg Krupen          | Bielorrússia     |        |      |      | 14   | 14   | 26 |    |
| 27                               | Gabrielle Biffin / Tye Nagy            | Austrália        |        | 14   | 14   |      |      | 27 |    |
| 28                               | Tiffany Jones / Daniel O'Hanlon        | África do Sul    |        | 13   | 13   |      |      | 28 |    |

## Quadro de medalhas
| Ordem | País           | Medalha de ouro | Medalha de prata | Medalha de bronze |    | Ordem por total |
| ----- | -------------- | --------------- | ---------------- | ----------------- | -- | --------------- |
| 1     | Rússia         | 3               |                  | 1                 | 4  | 2               |
| 2     | Japão          | 1               |                  |                   | 1  | 3               |
| 3     | Estados Unidos |                 | 2                | 3                 | 5  | 1               |
| 4     | Canadá         |                 | 1                |                   | 1  | 3               |
| 4     | Hungria        |                 | 1                |                   | 1  | 3               |
| TOTAL | TOTAL          | 4               | 4                | 4                 | 12 | —               |